# Sci di fondo ai X Giochi olimpici invernali - 10 km femminile
La competizione dei 10 km di sci di fondo ai X Giochi olimpici invernali si è svolta il 9  febbraio; il percorso si snodava ad Autrans e presero parte alla competizione 34 atlete di 10 diverse nazioni.

## Classifica
| Pos.    | Atleta                | Nazione          | Intertempo | Tempo Finale |
| ------- | --------------------- | ---------------- | ---------- | ------------ |
| Oro     | Toini Gustafsson      | Svezia           | 18'55"0    | 36'46"5      |
| Argento | Berit Mørdre Lammedal | Norvegia         | 19'18"4    | 37'54"6      |
| Bronzo  | Inger Aufles          | Norvegia         | 19'12"2    | 37'59"9      |
| 4       | Barbro Martinsson     | Svezia           | 19'15"6    | 38'07"1      |
| 5       | Marjatta Kajosmaa     | Finlandia        | 19'09"6    | 38'09"0      |
| 6       | Galina Kulakova       | Unione Sovietica | 19'14"9    | 38'26"7      |
| 7       | Alevtina Kolčina      | Unione Sovietica | 19'13"3    | 38'52"9      |
| 8       | Babben Enger-Damon    | Norvegia         | 19'46"2    | 38'54"4      |
| 9       | Christine Nestler     | Germania Est     | 19'50"2    | 39'07"9      |
| 10      | Barbro Tano           | Svezia           | 19'54"2    | 39'09"6      |
| 11      | Alevtina Olyunina     | Unione Sovietica | 19'38"1    | 39'10"3      |
| 12      | Senja Pusula          | Finlandia        | 19'45"2    | 39'12"5      |
| 13      | Faadiya Salimzhanova  | Unione Sovietica | 19'49"3    | 39'17"9      |
| 14      | Gudrun Schmidt        | Germania Est     | 20'02"7    | 39'22"8      |
| 15      | Britt Strandberg      | Svezia           | 19'52"9    | 39'25"7      |
| 16      | Renate Fischer        | Germania Est     | 20'00"6    | 39'27"4      |
| 17      | Katharina Mo-Berge    | Norvegia         | 19'52"6    | 39'35"4      |
| 18      | Liisa Suihkonen       | Finlandia        | 20'16"2    | 39'55"3      |
| 19      | Stefania Biegun       | Polonia          | 20'00"3    | 39'55"4      |
| 20      | Monika Mrklas         | Germania Ovest   | 20'20"9    | 39'58"2      |
| 21      | Weronika Budny        | Polonia          | 20'30"4    | 40'09"4      |
| 22      | Anni Unger            | Germania Est     | 20'41"5    | 40'36"8      |
| 23      | Fujiko Kato           | Giappone         | 20'59"1    | 40'40"0      |
| 24      | Éva Balázs            | Ungheria         | 21'02"7    | 40'58"3      |
| 25      | Józefa Czerniawska    | Polonia          | 21'03"4    | 40'59"9      |
| 26      | Michaela Endler       | Germania Ovest   | 20'30"6    | 41'01"1      |
| 27      | Nadezhda Vasileva     | Bulgaria         | 21'14"9    | 41'25"8      |
| 28      | Tsvetana Sotirova     | Bulgaria         | 21'46"2    | 42'16"5      |
| 29      | Roza Dimova           | Bulgaria         | 22'20"0    | 43'18"4      |
| 30      | Anna Gębala           | Polonia          | 21'59"3    | 43'23"8      |
| 31      | Velichka Pandeva      | Bulgaria         | 22'19"0    | 43'26"3      |
| 32      | Kirsten Carlsen       | Danimarca        | 22'23"9    | 46'56"2      |
| -       | Helena Kivioja-Takalo | Finlandia        | -          | Rit.         |
| -       | Barbara Barthel       | Germania Ovest   | -          | Rit.         |